# Verteidigungsbezirkskommando 31
Das Verteidigungsbezirkskommando 31 war ein Verteidigungsbezirkskommando der Bundeswehr mit Sitz des Stabs zuletzt in Düsseldorf. Hauptaufgabe des Kommandos war die Territoriale Verteidigung in seinem Verteidigungsbezirk.

## Geschichte

### Aufstellung
Das Verteidigungsbezirkskommando wurde zur Einnahme der Heeresstruktur II in den 1960er-Jahren als Teil des Territorialheeres ausgeplant und dem Befehlshaber im Wehrbereich III unterstellt. Angelehnt an die zivilen Verwaltungsgliederung entsprach der Verteidigungsbezirk in etwa dem Regierungsbezirk Köln. Entsprechend war der Standort des Stabs Köln.

### Erweiterung
Der Verteidigungsbezirk wurde um 1972 um das Gebiet des außer Dienst gestellten Verteidigungsbezirkskommandos 36 vergrößert. Die Neugliederung erfolgte analog der Auflösung des Regierungsbezirks Aachen, der in etwa dem Verteidigungsbezirk 36 entsprach, und dessen Eingliederung in den Regierungsbezirk Köln.

### Wechsel in die Streitkräftebasis
2001 wurde das Territorialheer aufgelöst. Die Wehrbereichskommandos und Verteidigungsbezirkskommandos wurden der neu aufgestellten Streitkräftebasis unterstellt. Die Wehrbereiche und Verteidigungsbezirke wurden grundlegend neu geordnet und ihre Anzahl reduziert. Das Verteidigungsbezirkskommando wechselte zum „neuen“ Wehrbereichskommando II. Zeitgleich wurde das Verteidigungsbezirkskommando 32 außer Dienst gestellt und dessen Kommandobereich, der etwa dem Regierungsbezirk Düsseldorf entsprach, dem Verteidigungsbezirk 31 eingegliedert. Der Stab verlegte zunächst nach Hilden, später nach Düsseldorf. Die unterstellten Verteidigungskreiskommandos wurden aufgelöst und seine Aufgabe teils den neu aufgestellten Kreisverbindungskommandos übertragen.

### Auflösung
Das Verteidigungsbezirkskommando wurde 2007 außer Dienst gestellt. Einige seiner Aufträge wurden dem neu aufgestellten Landeskommando Nordrhein-Westfalen und unterstellten Bezirksverbindungskommandos übertragen.

## Gliederung
Das Verteidigungsbezirkskommando umfasste wie die meisten Truppenteile des Territorialheeres nur wenige aktive Soldaten. Erst im Verteidigungsfall konnte das Verteidigungsbezirkskommando durch die Einberufung von Reservisten und die Mobilmachung eingelagerten und zivilen Materials auf eine Truppenstärke anwachsen, die etwa einer Brigade des Feldheeres entsprach. Die längste Zeit seines Bestehens untergliederte sich das Verteidigungsbezirkskommando abgeleitet von der zivilen Verwaltungsgliederung grob in unterstellte Verteidigungskreiskommandos mit unterstellten Heimatschutzkompanien sowie in ein direkt unterstelltes Heimatschutzregiment und ein direkt unterstelltes Sicherungsbataillon als Kern der infanteristisch geprägten Heimatschutztruppe.

## Verbandsabzeichen

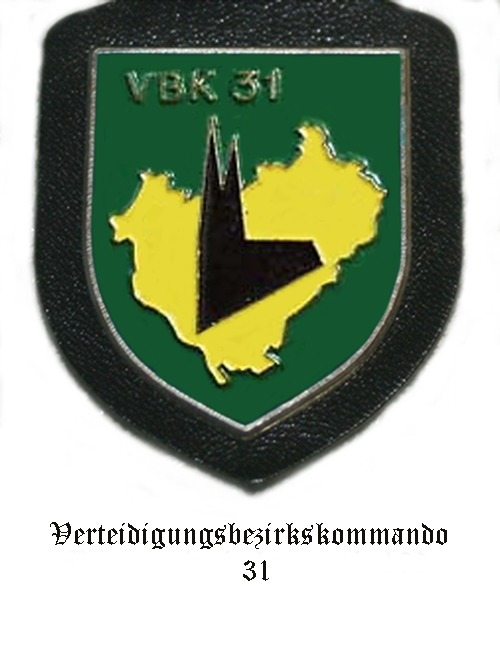
Internes Verbandsabzeichen des Stabes/Stabskompanie bis etwa 2001

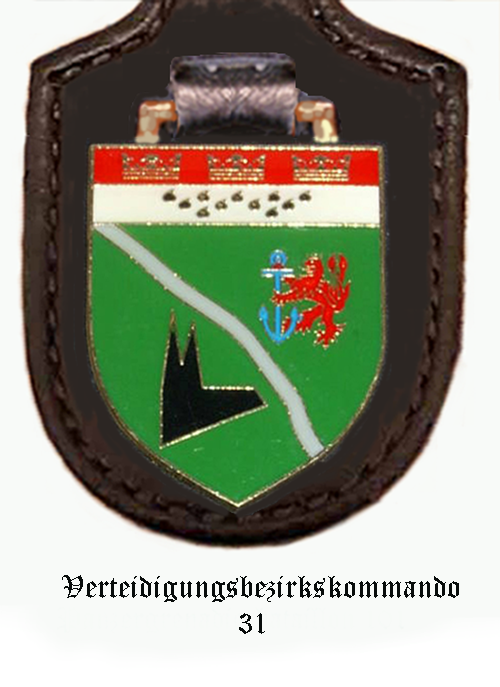
Internes Verbandsabzeichen des Stabes/Stabskompanie ab etwa 2001

Das Verteidigungsbezirkskommando führte aufgrund seiner Ausplanung als überwiegend nicht aktiver Truppenteil kein eigenes Verbandsabzeichen. Die wenigen aktiven Soldaten trugen daher das Verbandsabzeichen des übergeordneten Wehrbereichskommandos.
Als „Abzeichen“ wurde daher unpräzise manchmal das interne Verbandsabzeichen des Stabes und der Stabskompanie „pars pro toto“ für das gesamte Verteidigungsbezirkskommando genutzt. Es zeigte bis 2001 im Wesentlichen als Hinweis auf den Stationierungsraum als Figuren den Kölner Dom vor dem Umriss des Regierungsbezirks Köln. Nach Eingliederung des Verteidigungsbezirkskommandos 32 wurde das interne Verbandsabzeichen geändert. Es zeigte nun neben dem Dom den stilisierten Rhein ähnlich wie im Wappen Nordrhein-Westfalens und den Bergischen Löwen ähnlich wie im Düsseldorfer Wappen. Im Schildhaupt werden die drei aus dem Kölner Wappen bekannten Kronen und die elf Tränen abgebildet.